# Urbandub
Urbandub est un groupe de musique philippin, créé en 2000. Les chansons rock d'une structure dynamique teintées de rythmes reggae ont fait le succès du groupe, composé de Gabby Alipe (chant et guitare), John Dinopol (guitare), Lalay Lim (basse) et JanJan Mendoza (batterie).

## Discographie
- Birth (2001)

1. Boy
2. Breakdown
3. Would You Go
4. Dissect
5. Eating Me
6. Picture
7. Give
8. Come
9. It's Over
10. Two Things
11. Apart (chanson bonus) (en collaboration avec Dice & K9)
12. Give (chanson bonus) (version acoustique)

- Influence (2003)

1. Fallen On Deaf Ears
2. Under Crisis
3. Soul Searching
4. Runaway
5. Versus
6. Gone
7. Sailing
8. Quiet Poetic
9. A New Tattoo
10. Lover Among Ruins

- Embrace (2005)

1. Alert The Armory
2. Frailty
3. First of Summer
4. When Heroes Die
5. Reveal The Remedy
6. The Arsonist
7. Endless, A Silent Whisper
8. Safety In Number
9. A City of Sleeping Hearts
10. The End of Something

- Under Southern Lights (2007)

1. An Invitation
2. Anthem
3. The Fight Is Over
4. Guillotine
5. Cebuana
6. Life Is Easy
7. Evidence
8. A Method To Chaos
9. Inside The Mind of A Killer (en collaboration avec Kat Agarrado de Sinosikat)
10. She Keeps Me Warm

## Sources
- (en) Cet article est partiellement ou en totalité issu de l’article de Wikipédia en anglais intitulé « Urbandub » (voir la liste des auteurs).